# Ischnocolus valentinus
Ischnocolus valentinus là một loài nhện trong họ Theraphosidae.
Loài này thuộc chi Ischnocolus. Ischnocolus valentinus được Jean-Marie Léon Dufour miêu tả năm 1820.